# XGRA: Extreme-G Racing Association
 (janvier 2025).
Si vous disposez d'ouvrages ou d'articles de référence ou si vous connaissez des sites web de qualité traitant du thème abordé ici, merci de compléter l'article en donnant les références utiles à sa vérifiabilité et en les liant à la section « Notes et références ».
XGRA: Extreme-G Racing Association est un jeu vidéo sorti en 2003 sur PlayStation 2 et Xbox, et en 2004 sur GameCube. Il a été développé par Acclaim Cheltenham et édité par Acclaim. C'est le quatrième et dernier volet de la série Extreme-G.
Comme pour les précédents volet, le joueur pilote des motos futuristes filant a plus de 300 km/h sur des circuits composés de loopings et autres trajets dignes des montagnes Russes.
XGRA propose de piloter 8 motos sur 14 circuits différentes. Chaque moto dispose de ses propres caractéristiques et de son armement principal auquel s'ajoute un armement secondaire commun.
Le jeu propose un mode carrière en solo et les modes arcade et contre la montre pour 1 à 4 joueurs.

## Mode carrière
Le mode carrière fait participer le joueur à la saison 2080 des courses Extreme G. Le joueur choisit d'abord un pilote parmi les 8 proposés et participe aux différentes compétitions jusqu'au titre mondial.
Le joueur doit concourir à chaque compétition d'une classe afin de gagner des points nécessaires pour passer à la classe supérieure. En plus de la position, un défi supplémentaire est proposé sur chaque course pour gagner des distinctions permettant de débloquer des bonus. Ces défis peuvent prendre la forme de destruction de signalétique d'écuries adverse, éliminer une moto particulière ou plusieurs, obtenir une bonne place, battre un adversaire particulier, atteindre une vitesse donnée ou battre des records de temps.

### Classe invitationnelle
Dans la classe invitationnelle, le pilote doit faire ses preuves sur une moto indifférenciée aux performances faibles. L'armement n'est activé que sur la dernière course.
À la fin de la classe invitationnelle le joueur est invité à rejoindre une écurie qui lui fournit une moto particulière. Il aura la possibilité de changer d'écurie entre chaque classe.

### Classe subsonique
Les motos de la classe subsonique ne disposent pas assez de puissance pour passer le mur du son. Ses 6 championnats permettent de découvrir les différents modes de courses.

### Classe sonique
Lors d'accélérations franches à l'aide des flèches turbo disséminées sur le parcours, les motos parviennent à dépasser le mur du son. La classe sonique propose 4 championnats.

### Classe supersonique
La classe supersonique propose de piloter des motos très puissantes dans 3 championnats. Le mur du son est régulièrement dépassé.

### Classe ultrasonique
La classe ultrasonique contient les motos les plus rapides et performantes. Cette classe ne dispose que d'un unique championnat constitué de courses dans des conditions variées.

## Circuits
- Vostock peaks : situé autour d'une base scientifique installée sur la côte de l'Antarctique donnant sur l'océan Pacifique Sud. Ce circuit propose deux tracés : Vostok Peaks et Vostok coastal circuit.
- Santarem : situé au Brésil, dans le bassin amazonien, le circuit prend place dans un no man's land industriel jadis occupé par la forêt amazonienne. Santarem possède deux tracés : reactor et torre.
- Scavenger city : le circuit prend place dans une ville gangrénée par les gangs qui est située sur une île en mer d'Okhotsk. Scavenger City propose deux tracés : City circuit et Outland city.
- Dunroths Foly : le circuit évolue le long d'une falaise côtière située dans une zone tropicale en Asie du Sud-Est. Deux tracés sont disponibles : Dunroths folly circuit et dunroths rift.
- Deep Space E.R.F. Station : prend place sur un astéroïde orbitant autour de Saturne. Il comprend un tracé appelé Mining dome et un deuxième appelé E.R.F. unit circuit.
- Deep sea anomaly : ce circuit situé dans les abysses de l'océan Atlantique, il comprend deux tracés ; Anomaly 17 et Anomaly 19.
- Culver's reach : situé à Araxes Tholus, sur Mars. Il possède deux tracés : Hellas ridge et Arabian ridge.

## Écuries
XGRA propose en plus de 5 écuries issues d'Extreme G III trois nouvelles écuries non sélectionnable au départ.
- Terranova en jaune
- Vixen en rouge
- Talon en orange
- Palus en vert
- Starcom en bleu
- Mantra
- Scarecrow
- Templar

## Personnages
Chaque moto est pilotée par un personnage en mode carrière, au choix parmi 8.

## Armement et protection
Chaque moto dispose de sa propre arme principale ainsi qu'un jeu d'armes secondaires.
Les munitions de l'arme principale se rechargent lentement lorsque celle-ci n'est pas utilisée. Il en va de même pour le bouclier. Si le bouclier tombe à zéro, la moto explose et la course est terminée.
L'armement secondaire s'utilise en récupérant des sphères vertes disséminées sur la piste. À l'instar des anciens shoot-em-up plus le nombre de sphère est collecté avant utilisation plus l'arme offerte est puissante.

### Armement principal
L'armement principal dépend de l'écurie de la moto. Cet armement peut être améliorée 2 fois au cours d'une course en infligeant des dommages aux concurrents. Chaque amélioration augmente la cadence de tir.

#### Mitrailleuse
La mitrailleuse rapide équipe les écuries Talon et Terranova. La cadence de tir est augmentée à chaque amélioration.

#### Énergie
L'arme à énergie envoie des rafales de lasers plus rapides à chaque amélioration. Cette arme équipe l'écurie Vixen.

#### Électrique
Un arc électrique continu accroche la cible. L'écurie Starcom utilise cette arme.

#### Bombe
Semblable à un mortier, la moto envoie 2 charges en lobé, puis 3 et 4 après améliorations. De cadence de tir lente les bombes infligent des dommages sur une large zone. Seule Palus utilise cette arme.

#### Missiles
Deux missiles sont envoyés droit devant en causant de lourds dommages. Après amélioration une salve de plusieurs roquettes est lâchée d'un coup, après 2 améliorations un déluge autoguidé s'abat sur l'adversaire. Cette arme est utilisée par Scarecrow.

### Armement secondaire
Chaque sphère collectée fait avancer un curseur dans le choix de l'arme secondaire. Le joueur peut verrouiller son choix ou redescendre à tout moment. Lorsque l'arme est utilisée, le compteur retourne à zéro.

#### Vampire
Un rayon absorbe un peu de bouclier énergétique  de l'adversaire pour recharger le sien.

#### Mines
Une série de mines est lâchée à l'arrière de la moto.

#### Accélération
La vitesse maximale de la moto est augmentée pendant une courte période. En mode vitesse limitée cette arme secondaire n'est pas disponible.

#### Invincible
Un champ de force indestructible entoure la moto et absorbe tout dommage infligé pendant une certaine période.

#### Munitions
L'arme principale est rechargée immédiatement.

#### Bouclier
Le bouclier de la moto est rechargé instantanément.

#### Glaive à ions
Un rayon est déployé de chaque côté de la moto et endommage les concurrents venant à dépasser ou à être doublé.

#### Bicéphale
L'arme principale cause plus de dommages pendant une certaine période.

#### Armageddon
Une charge nucléaire est envoyée devant la moto et cause de lourds dommages sur une large zone.

#### C/Fatal
Un rayon laser tiré depuis un satellite de SINN atteint la moto ciblée et la détruit instantanément.